# جوایز ویدئو موسیقی ام‌تی‌وی ۲۰۱۶
جوایز موزیک ویدئوی ام‌تی‌وی ۲۰۱۶ (انگلیسی: 2016 MTV Video Music Awards) در ۲۸ اوت ۲۰۱۶ در مدیسن اسکوئر گاردن در شهر نیویورک برگزار شد.
موزیک ویدئوی «سلام» از ادل، بیشترین نامزدی با ۷ مورد و بیانسه با ۱۱ نامزدی بیشترین نامزدی را داشتند و پس از او ادل با ۸ نامزدی قرار داشت. ریانا جایزه پیشگام را در این دوره دریافت کرد.
بزرگ‎ترین برنده این مراسم، بیانسه بود که موفق به دریافت ۸ جایزه از جمله ویدئوی سال، بهترین ویدئوی زن و بهترین ویدئوی پاپ، شد و با مجموع ۲۴ بار برنده شدن، رکورد مدونا را در داشتن بیشترین جایزه از این مراسم شکست.

## نامزدها

### ویدئوی سال
بیانسه - تشکیلات
- ادل - سلام
- جاستین بیبر - ببخشید
- دریک - هاتلاین بلینک
- کانیه وست - مشهور

### بهترین ویدئوی مرد
کلوین هریس (با حضور ریانا) - این چیزیه که واسش اومدی
- دریک - هاتلاین بلینک
- برایسون تیلر - نکن
- د ویکند - صورتم را نمی‌توانم حس کنم
- کانیه وست - مشهور

### بهترین ویدئوی زن
بیانسه - تامل کن
- ادل - سلام
- آریانا گراندی - علاقه‌مند به تو
- ریانا (با حضور دریک) - کار
- سیا - حال ارزون

### بهترین هنرمند جدید
دی‌ان‌سی‌ای
- دیزاینر
- زارا لارسون
- لوکاس گراهام
- برایسون تیلر

### بهترین ویدئوی پاپ
بیانسه - تشکیلات
- ادل - سلام
- جاستین بیبر - ببخشید
- آلیسیا کارا - چیزهای عجیب
- آریانا گراند - به سوی تو